# Teoretician muzical
Teoreticianul muzical reprezintă persoana care se ocupă cu studiul partiturilor, analiza scriiturii partiturilor etc. Teoreticianul nu este interpret.